# 詹顺初
詹顺初（1930年4月—），中华人民共和国政治人物，生于湖南省汉寿县。曾任湖南省高级人民法院院长等职务。

## 生平
詹顺初于中华人民共和国成立伊始参加工作，曾在家乡的农会、土地改革委员会任职，见证了土地改革運動在汉寿县的实施，1951年3月以后从政，成为中共汉寿县委第一届、第二届常务委员，之后于1963年7月升任中共汉寿县委书记，文化大革命于1966年发生後，他遭到罢免並被批斗。1969年後，他重新进入政坛，在慈利县当了一年的革委会副主任，之后历任西洞庭农场党委书记、常德地委副书记等职。
1977年，詹顺初升任中共益阳地委书记，直到1983年去职，随即转任中共岳阳地委书记，因岳阳于1986年地市合并，他也成为岳阳地区最后一任地委书记，调离岳阳，改任湖南省高级人民法院院长，直到1998年1月退休，退休後，他繼續以最高人民法院咨询委员会委员、督导员、湖南省法官协会会长等身份活躍於湖南省內外。